# Troetelbeertjes
Troetelbeertjes (Engels: Care Bears) is een Amerikaanse-Canadese animatieserie uit de jaren tachtig.

## Geschiedenis
De troetelbeertjes zijn personages bedacht door het bedrijf American Greetings in 1981 voor gebruik op wenskaarten, waarbij de diertjes getekend werden door Elena Kucharik. In 1983 werd door het speelgoedbedrijf Kenner Products de getekende personages veranderd tot knuffelberen die vandaag de dag (anno 2013) nog regelmatig verkrijgbaar zijn in winkels. In 1984 werden troetelbeertjes aangevuld door de Care Bears Cousins, de nichtjes en neefjes bestaande uit andere soorten dieren. In 2002 werden de Troetelbeertjes na jaren afwezigheid opnieuw geïntroduceerd met nieuw speelgoed. Ook worden er sinds de jaren tachtig regelmatig boeken uitgebracht, zijn er theatershows gemaakt en was er in de jaren tachtig een stripreeks. Ook zijn er videospellen voor meerdere spelsystemen en platformen.

## Animatieserie
In 1983 volgde de eerste tekenfilmspecial getiteld The Care Bears in the Land Without Feelings en in 1984 de tweede met de naam The Care Bears Battle the Freeze Machine. In 1985 volgde de televisieserie bestaande uit zestig afleveringen die liep tot 1988. Ook volgden er drie films: The Care Bears Movie (1985), Care Bears Movie II: A New Generation (1986) en The Care Bears Adventure in Wonderland (1987).
CGI-films Care Bears: Journey to Joke-a-lot (2004) en The Care Bears' Big Wish Movie (2005) volgden na jaren afwezigheid. In 2007 werd het vijfentwintigjarig jubileum gevierd met de CGI-film Care Bears: Oopsy Does It!, waarop de alweer CGI geanimeerde televisieserie Care Bears: Adventures in Care-a-lot volgde en twee seizoenen met in totaal zesentwintig afleveringen liep. In 2012 volgde de muzikale en wederom CGI geanimeerde serie Care Bears: Welcome to Care-a-Lot met totdusver zesentwintig afleveringen.

## Verhaallijn
Elk troetelbeertje komt in zijn of haar eigen kleur en heeft een speciale prent op zijn of haar buik en wonen in Troetelland, dat is gebouwd in de lucht, op een grote wolk. Met de spreuk "troetelbeertjes straal" voeren zij elk hun magie uit. Dit gebeurde in de vorm van gekleurde stralen met daarin de prenten van de beertjes die dan uit hun buikjes komen. Zo is er Zonnebeertje, Knuffelbeertje, Wensbeertje, Hartebeertje, Lachbeertje, Brombeertje, Slaapbeertje en Geluksbeertje. Hierbij stonden ze altijd naast elkaar in een rij, zodat ze deze krachten konden bundelen tot één brede straal die zo sterk was dat deze zelfs grote objecten kon verplaatsen..

## Herkenningsmuziek
De meest gebruikte leadermuziek is een lied gezongen door meerdere vrouwelijke zangeressen over kleine troetelbeertjes die graag grote troetelberen willen worden. De eindtune is een lied wederom gezongen door vrouwelijke zangeressen dat gaat over wat nou precies in het leven nodig is om nieuwe vrienden te maken of juist oude vriendschappen te doen herleven. De liederen werden gezongen door Doris Baaten, Bernadette, Arjan Brass, John Roos en Reinet van Zijtveld. De liedtekstbewerkingen kwamen van Marijke Philips. Bij beide liederen waren dezelfde beelden te zien van het Troetelland.
Ook zijn enkele cd's en lp's uitgebracht.

## Nederland
In Nederland werd een Nederlandstalige versie van de tekenfilmserie geproduceerd in opdracht van de VARA en uitgezonden tussen 27 augustus 1986 en 2 oktober 1988. Werd vanaf 1997 herhaald door Fox Kids. Vanaf 31 augustus 2013 worden de Troetelbeertjes in een 3D-versie op RTL Telekids uitgezonden.
De Nederlandse stemmenregie lag in handen van Arnold Gelderman. De hoofdrollen werden vervuld door Angelique de Boer, Hans Hoekman, Trudy Libosan, Corry van der Linden, Maria Lindes, Paula Majoor, Hilde de Mildt en Olaf Wijnants. De vertaling lag in handen van Simone Kramer.

## Dvd
Vanaf 2005 werden in Nederland tot tien dvd's uitgebracht door Company of Kids in de Nederlandstalige versie met in totaal tot dertig afleveringen. De dvd's bevatten in tegenstelling tot de uitgezonden versie bij de VARA geen beeldbewerking; dit betekent niet het Nederlandstalige logo "Troetelbeertjes", maar het Engelstalige "Care Bears". Ook staan de Nederlandse acteurs en andere medewerkers niet meer vermeld in de nu Engelstalige aftiteling en is er sprake van Engelstalige afleveringtitels.
In de Verenigde Staten en Australië zijn (bijna) alle afleveringen Engelstalig uitgebracht op dvd.